# Eatonville (Florida)
Eatonville és una població dels Estats Units a l'estat de Florida. Segons el cens del 2000 tenia 2.432 habitants.

## Demografia
Segons el cens del 2000, Eatonville tenia 2.432 habitants, 761 habitatges, i 548 famílies. La densitat de població era de 958,2 habitants/km².
Dels 761 habitatges en un 35,5% hi vivien nens de menys de 18 anys, en un 28% hi vivien parelles casades, en un 37,6% dones solteres, i en un 27,9% no eren unitats familiars. En el 22,5% dels habitatges hi vivien persones soles el 8,5% de les quals corresponia a persones de 65 anys o més que vivien soles. El nombre mitjà de persones vivint en cada habitatge era de 2,92 i el nombre mitjà de persones que vivien en cada família era de 3,42.
Per edats la població es repartia de la següent manera: un 33,6% tenia menys de 18 anys, un 8,8% entre 18 i 24, un 27,5% entre 25 i 44, un 19,6% de 45 a 60 i un 10,4% 65 anys o més.
L'edat mediana era de 31 anys. Per cada 100 dones de 18 o més anys hi havia 81,3 homes.
La renda mediana per habitatge era de 29.457 $ i la renda mediana per família de 31.042 $. Els homes tenien una renda mediana de 21.719 $ mentre que les dones 21.328 $. La renda per capita de la població era d'11.257 $. Entorn del 21,9% de les famílies i el 25% de la població estaven per davall del llindar de pobresa.

## Poblacions més properes
El següent diagrama mostra les poblacions més properes.